# Relíquies relacionades amb Jesús

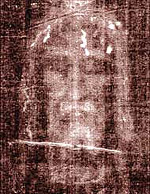
Negatiu d'una fotografia del Sant sudari, associat amb la devoció catòlica a la Santa Faç de Jesús

La veneració de les relíquies que han estat relacionades amb Jesús ha estat una de les devocions cristianes que han perdurat durant tota la història del cristianisme. Entre les més populars hi ha els fragments de roba amb la imatge de Jesús, els objectes relacionats amb el Sant Calze que s'hauria utilitzat durant l'Últim Sopar, la corona d'espines de la Passió de Jesús i els fragments de fusta de la Vera Creu amb què Jesús hauria estat crucificat.
La relació entre aquests objectes i Jesús de Natzaret ha estat discutida, però en la majoria dels casos no hi ha proves concloents ni a favor ni en contra. En contra de la seva autenticitat l'argument més freqüent recau en el gran nombre de relíquies que hi ha. El teòleg catòlic del segle xvi Erasme va escriure sarcàsticament sobre la proliferació de les relíquies i el nombre d'edificis on es guarden fragments de la fusta de la creu utilitzada en la crucifixió. De la mateixa manera, mentre que els experts debaten sobre si Jesús va ser crucificat amb tres claus o amb quatre, n'hi ha trenta que continuen essent venerats com a relíquies a tot Europa. Però les presumptes restes de fusta segueixen essent venerades arreu d'Europa.
La popularitat de les relíquies varia molt. Les suposades restes de la corona d'espines de Notre-Dame de París només reben la visita d'un modest nombre de pelegrins, mentre que el Sant sudari de Torí, associat amb la devoció catòlica a la Santa Faç de Jesús, reben milions de visites incloent-hi els papes Joan Pau II i Benet XVI.

## Història
La informació sobre la devoció a les relíquies des de la mort de Jesús de Natzaret fins a l'edat mitjana és escassa. Són més de deu segles amb poques dades. D'aquest període, la història que es coneix més bé és la de santa Helena de Constantinoble. Segons explica Eusebi de Cesarea, Helena va fer un pelegrinatge a Palestina i a altres províncies orientals on, entre d'altres, va trobar les relíquies de la Veracreu de Jesús de Natzaret, que portà l'Escala Santa de Jerusalem a Roma, va dipositar la túnica de Crist a Trèveris i va deixar la corda que lligà a Jesús a Xipre. Consta el culte a la Veracreu a la Basílica del Sant Sepulcre de Jerusalem durant el segon quart del segle iv. Ciril de Jerusalem apunta en una carta de 351 que la creu s'havia trobat durant el regnat de Constantí I.
Hi ha tres versions de la història. En una el descobriment s'atribueix només a Helena, en la segona s'atribueix a una llegendària emperadriu del segle i, Protonike, i la tercera narra que Helena va comptar amb l'ajut del jueu Judà, que es va convertir i va ser batejat com a Ciríac (Kyriakos). Aquesta va ser la versió més difosa, possiblement pels trets antisemítics.
La basílica de la Santa Creu de Jerusalem, a Roma, es va construir sobre el Palatium Sessorianum, residència de l'emperadriu, per hostatjar-hi les relíquies que havia portat des de Jerusalem. L'autenticitat de moltes d'elles està qüestionada, però la tradició fa que hagin estat venerades durant segles com a veritables. A més d'una part de la Veracreu (la major part es va portar després a la basílica de Sant Pere del Vaticà en 1629), hi ha: part del Titulus Crucis (el rètol que es va penjar a la creu amb la inscripció INRI), dues espines de la corona, la Santa Esponja, part d'un clau i part de la creu on va ser crucificat el Bon Lladre. A més, fragments del pilar on va ser lligat Crist quan va ser fuetejat, fragments del Sant Sepulcre, un dit de Sant Tomàs apòstol i fustes del pessebre de Betlem.

## Roba de la passió
Les relíquies més destacades de la setmana de la Passió de Jesús consisteixen en fragments de roba que contenen un determinat perfil humà que es relaciona amb Jesús. El sudari que cobrí a Jesús al sepulcre segons Joan 20:4-7 es venera a Torí i a Oviedo. De tots els sudaris només la devoció al de Torí ha rebut el vistiplau dels papes Lleó XIII el 1895 i Pius XII el 1958. Un altre tipus de peces són les que s'anomenen Santa Faç de Jesús i que consisteixen en un vel que, segons els evangelis apòcrifs santa Verònica va fer servir per a eixugar la cara ensagnada de Jesús durant el Via Crucis. Es venera a Roma, París, Jaén, Alacant i des del 1999 també a Manoppello (Itàlia). La imatge d'Edessa o Mandylion venerada a Gènova i Roma hauria estat una icona creada en vida de Jesús. Finalment també hi ha un drap amb sang a Bruges i una túnica a Trier (Alemanya) que haurien estat de Jesús de Natzaret.

### Sudari de Torí

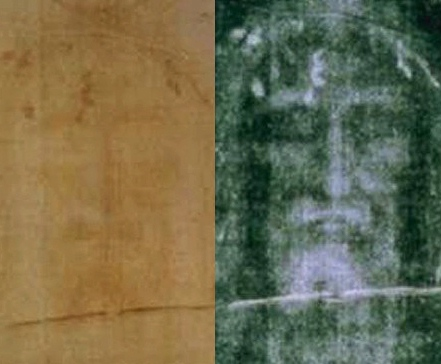
Positiu i negatiu d'una fotografia del Sant sudari

El Sant sudari o llençol sant de Torí és la relíquia més coneguda de Jesús i segons l'historiador Lloyd A Currie és «l'artefacte més estudiat de tota la humanitat» i afirma que aquest fet està acceptat de manera general pels investigadors. Malgrat les diverses proves que ha passat el llençol tant els creients com els escèptics segueixen presentant arguments a favor i en contra de la seva autenticitat. Un dels temes controvertits és la datació basada en el carboni 14 practicada el 1988 i que va indicar que el sudari és de l'edat mitjana. Altres científics van criticar la metodologia utilitzada per haver-se centrat en una cantonada no representativa del sudari i que la interpretació hauria d'haver tingut en compte que la tela hauria pogut patir danys per foc. El debat encara està obert. Tant els escèptics com els defensors tendeixen a tenir posicions molt contundents i a presentar pocs arguments, el que sovint ha dificultat el debat.

### Sudari d'Oviedo
El Sant Sudari d'Oviedo és un drap tacat de sang que mesura 84 x 53 cm i que es troba a l'anomenada Càmera Santa situada a la Catedral de Sant Salvador d'Oviedo. S'afirma que el sudari va embolicar el cap de Jesús després de la seva mort, tal com es menciona a l'Evangeli segons Joan (20:6-7). El sudari està greument tacat i arrugat, amb taques fosques que estan simètricament disposades però no formen la imatge, a diferència de les marques al Sant sudari. Els qui accepten la seva autenticitat defensen que les taques entre ambdós sudaris coincideixen, com l'arxivista del Vaticà Giulio Ricci, que ho va estudiar el 1995 i va afirmar que es tractava de dues peces de roba que haurien cobert el mateix home. Les restes de pol·len d'ambdós sudaris també són molt semblants, el que sembla indicar que les dues peces de roba van estar a la mateixa zona de Palestina.

### Vel de la Verònica

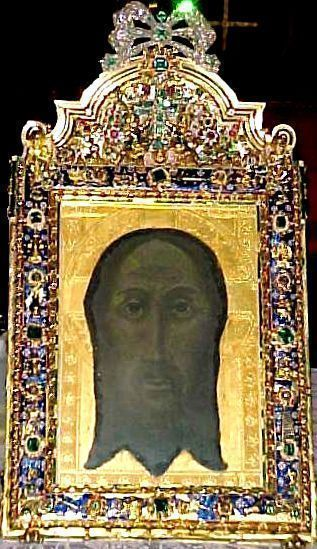
Sant Rostre de Jaén

El Vel de la Verònica amb el qual s'hauria eixugat la sang de la cara de Jesús hi ha quatre esglésies que asseguren conservar-la. La tesi per a justificar la presència del llenç real en diversos llocs defensa que el llenç estava doblegat quan Verònica el va passar pel rostre de Crist, i els seus plecs haurien permès dividir-lo en diverses peces, totes amb la impressió del rostre. Les figures presents, però, permeten pensar que es tracten de còpies pictòriques medievals del que se suposa original que hi havia al Vaticà, del que consta que es feien còpies devocionals i que, sembla ser, va desaparèixer en començar el segle xvi i també fou substituït per una còpia. De tota manera i malgrat la manca de reconeixement oficial de l'Església, la devoció tradicional va fer que continuessin essen considerades popularment com a relíquies.
- Basílica de Sant Pere (Roma, Itàlia)
- Catedral de Jaén (Jaén, Espanya). En aquest cas el sudari, conegut com el Santo Rostro hi ha qui l'ha datat del segle xiv a Siena. Va ser adquirit pel bisbe Nicolàs de Biedma el segle xiv.[21]
- Basílica del Sacré Cœur (París, França)
- Monestir de la Santa Faç (Alacant), Espanya. El sudari va ser adquirit pel papa Nicolau V dels familiars de l'emperador romà d'Orient el 1453 i un cardenal del Vaticà la va donar a un sacerdot espanyol que la portà a Alacant el 1489.

### Vel de Manoppello

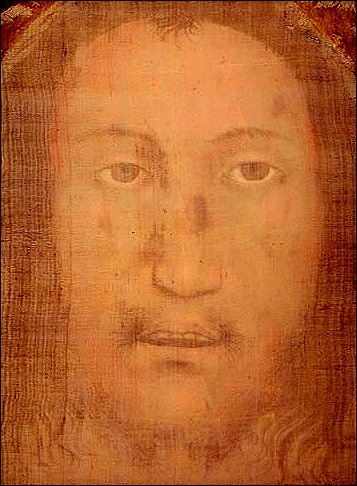
Imatge de Manopello.

El vel anomenat Imatge de Maoppello es troba a l'Església dels frares caputxins de Manoppello, a Roma (Itàlia). Heinnrich Pfeiffer va anunciar el 1999 en una roda de premsa a Roma que havia trobat aquest vel present en una església des del 1660 i pensa que és el vel custodiat al Vaticà i que va desaparèixer en 1506. El professor Pfeiffer havia estat estudiant aquesta imatge des de molts anys abans Aquesta teoria la sostenen altres científics com Paul Badde en un llibre escrit el 2010 titulat La Cara de Déu. Els defensors de l'autenticitat del Sant sudari sostenen que la investigació demostra que la cara de la imatge es correspon exactament amb la de Torí i d'Oviedo. El 2006 el papa Benet XVI va visitar el fragment de roba i va pronunciar unes paraules sobre l'essència del Cristianisme, donant suport d'aquesta manera als qui defensen la seva autenticitat.

### Imatge d'Edessa
La Imatge d'Edessa també es coneix amb el nom de Mandílion i hi ha dues esglésies que asseguren tenir-la. Una és el Sant sudari de Gènova de l'Església de Sant Bartolomeu dels Armenis de Gènova, i l'altra és la Santa Faç de Sant Silvestre, trobada a l'església de San Silvestro in Capite de Roma el 1870, i que ara està a la Capella Matilde del Palau del Vaticà. La teoria segons la qual l'objecte venerat com a Mandylion des del segle vi fins al xiii era el Sant sudari de Torí ha estat objecte de debat. No hi ha unanimitat ni per determinar si la imatge correspondria al Vel de la Verònica o al Sudari de Jesús.

### Altres
- Entre altres fragments de roba atribuïts a Jesús són un drap amb sang que es venera a la Basílica de la Santa Sang de Bruges, Bèlgica, que hauria portat Terri d'Alsàcia després del segle xii.
- A la catedral de Trier d'Alemanya i l'església parroquial d'Argenteuil de França es venera una Santa Túnica sense costures que els soldats van treure a Jesús abans de la crucifixió.

## Objectes de la passió
Els objectes de la passió de Jesús que es veneren són la creu on fou crucificat (Roma), la corona d'espines (París), la roca on Jesús va ser clavat a la creu (Jerusalem), l'esponja amb què els soldats li van donar aigua (Jerusalem), la columna de la flagelació (Roma) i diversos dels claus que haurien subjectat a Jesús a la creu de fusta dispersats en vuit esglésies.

### Vera Creu

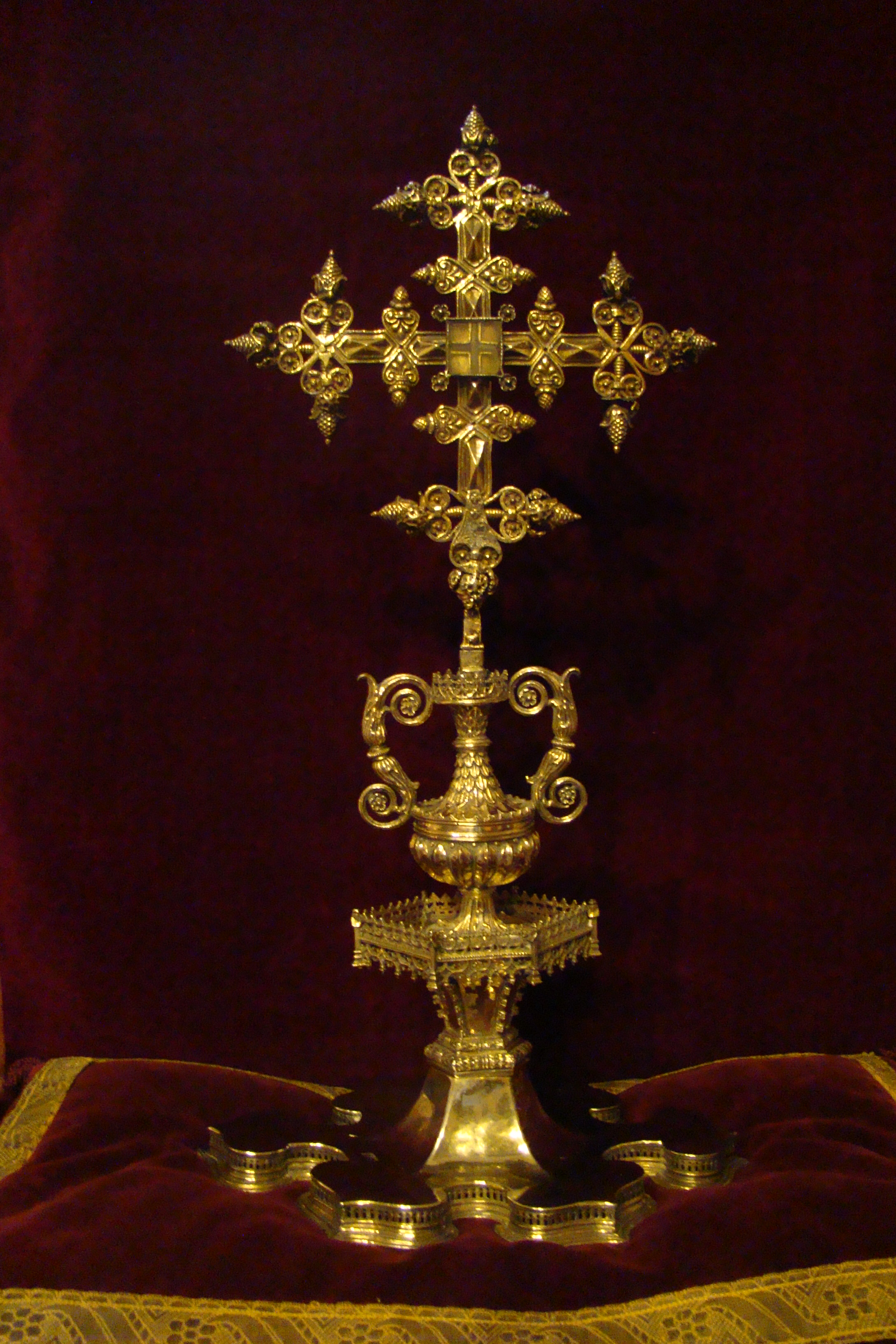
Un dels relicaris on s'assegura que hi ha fragments de la Veracreu és el Lignum Crucis de Santa Maria del Pi, a Barcelona

A la tradició cristiana, Veracreu es refereix a la creu real que es va utilitzar a la Crucifixió de Jesús. Avui en dia hi ha molts fragments de fusta que es reivindiquen com a relíquies veritables, però és molt difícil valorar la seva autenticitat. La tradició i la llegenda atribueixen el descobriment de la Veracreu a santa Helena, mare de Constantí el Gran, que va anar a Palestina al segle iv buscant relíquies. Es coneix el viatge perquè així ho deixà escrit Eusebi de Cesarea, que en canvi no va deixar escrit res de la Veracreu. Els textos on apareix són els de l'escolàstic Sòcrates, Sozomè i sant Teodoret. Algunes peces de la suposada Veracreu, amb la meitat del cartell on figurava la inscripció INRI, es conserven a l'antiga Basílica de la Santa Croce in Gerusalemme a Roma. No obstant hi ha moltes peces petites o partícules de la Veracreu conservades a centenars d'altres esglésies d'Europa i dins de crucifixos. El tros de fusta més gran conservat és al monestir de Santo Toribio de Liébana (Cantàbria).

### Corona d'espines
La corona d'espines que els soldats haurien col·locat a Jesús entre el Dijous Sant i el Divendres Sant per a burlar-se'n, és una de les relíquies de la Passió de Jesús de Notre-Dame de París, que també inclouen un fragment de la Creu procedent de Roma i lliurat per santa Elena, la mare de l'emperador romà Constantí I el Gran i un Clau de la Passió. Malgrat nombrosos estudis no s'ha pogut provar l'autenticitat de l'objecte però la seva ubicació no ha deixat de ser un espai de pregària dels cristians. La corona té un diàmetre de 21 centímetres format per canyes amb fils d'or amb setanta espines que foren dividides al llarg dels segles pels emperadors romans d'Orient i els reis de França.
Aquestes relíquies estan documentades l'any 409 a la basílica de la Muntanya de Sió de Jerusalem per Sant Paulí de Nola, el 570 a la mateixa basílica pel màrtir Antoni i al voltant del 575 al mateix lloc per Cassiodor. El 870 el monjo Sant Bernat la trobà al mateix lloc. Entre el segle vii i x les relíquies foren traslladades de la capella dels emperadors romans d'Orient a Constantinoble, principalment per mantenir-les fora del perill dels robatoris com el que perpetraren els perses al sant Sepulcre. El 1238 l'emperador Balduí de Constantinoble necessitava diners i les va empenyorar a un banc venecià. El rei de França Sant Lluís les va comprar als venecians i el 10 d'agost del 1239, després d'una llarga processó, les va situar a la capella del palau amb un gran reliquiari. Durant la Revolució Francesa es traslladaren a la Biblioteca Nacional fins que foren retornades el 1801 a l'arquebisbe de París, que el 10 d'agost del 1806 les col·locà al tresor de la catedral de Notre-Dame, on es veneren actualment.

### Altres
Hi ha altres relíquies relacionades en la crucifixió que es veneren.
- A la Basílica del Sant Sepulcre (Jerusalem) hi ha el calvari de la crucifixió, la roca on Jesús hauria estat clavat a la creu.
- A la Basílica de la Santa Creu de Jerusalem (Roma) hi ha la Santa Esponja amb la qual els soldats haurien donat aigua a Jesús.
- A la Basílica de Santa Pràxedes (Roma) conserva la columna de la Flagelació.
- També hi ha els més de trenta Sants Claus que es veneren a Roma, Venècia, Aachen, l'Escorial, Roma, Venècia, Nuremberg o Praga i que l'Enciclopèdia catòlica posa en dubte[3]

## Sant Sopar
El Sant Calze és el calze o vas que Jesús va fer servir al Sant Sopar per a servir el vi, com diu l'Evangeli segons Mateu. L'existència de diversos calzes considerats com a vertaders fou una de les causes que va originar a la llegenda del Sant Greal, que no és part de la tradició catòlica, sinó de la mitologia. Des de la mort de Jesús de Natzaret fins al segle xii no hi ha informació documentada sobre el recipient. Durant l'edat mitjana hi havia tres principals candidats per a ser el Sant Calze que estaven per sobre de la resta: un a Jerusalem, un altre a Gènova i el tercer a València. Ul quart calze medieval, tot i que no té possibilitats de poder ésser l'autèntic, es va descobrir al segle xx i es coneix com el Calze d'Antioquia i es troba al Metropolitan Museum of Art de Nova York. Recentment, s'ha apuntat que el Calze de Na Urraca, conservat a la basílica de San Isidoro de Lleó, podria ésser-ne el Sant Calze, per la seva procedència i alguns documents que en demostren un culte antic.
També es conserva el ganivet de Venècia i es diu que se n'havia venerat un a Santiago de Compostela.

### Calze de València

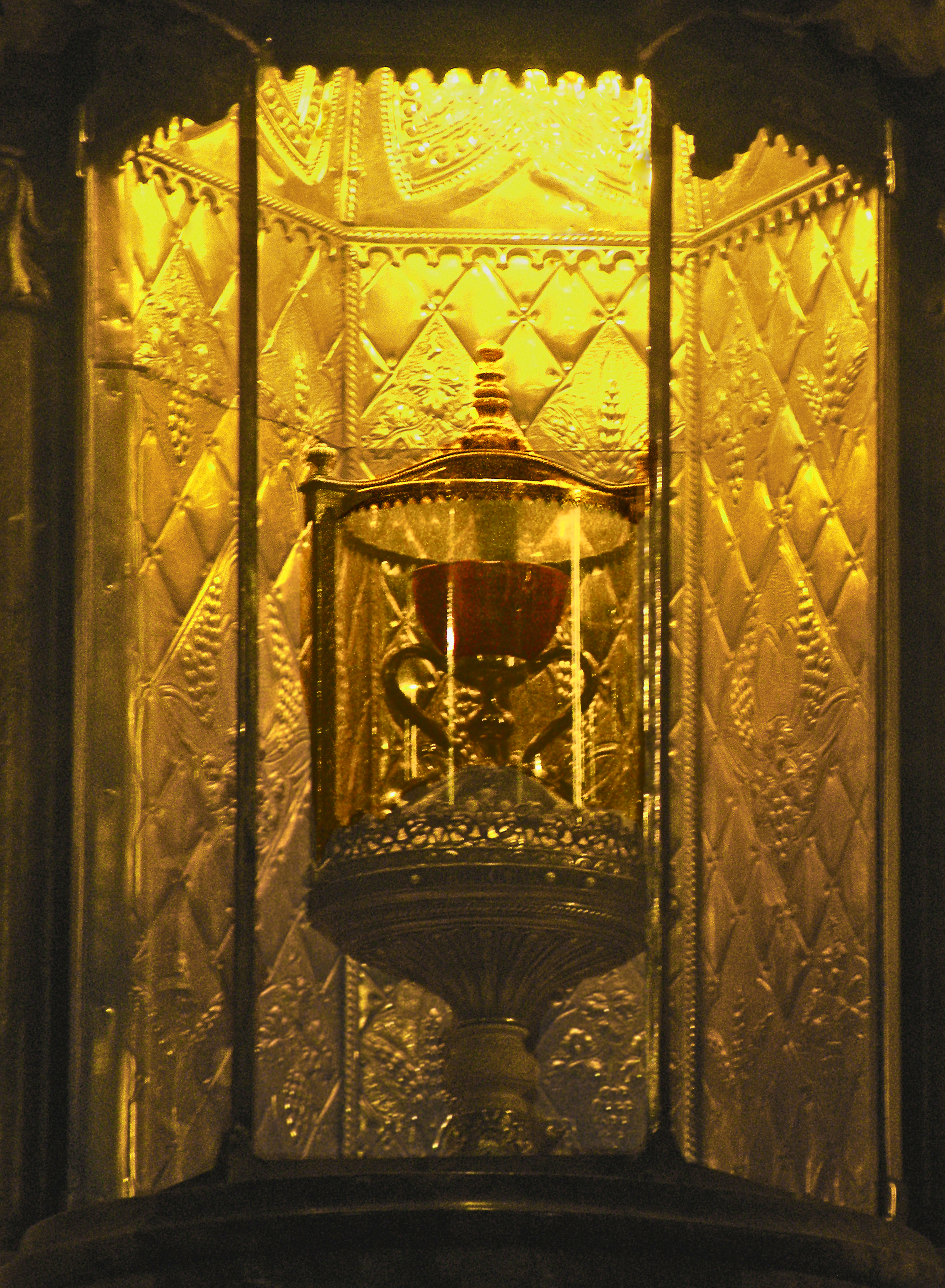
El calze de la Catedral de València

Dels calzes existents, només el Calze de la catedral de València és considerada una relíquia històrica pel Vaticà, tot i que no com el Sant Calze utilitzat en l'Últim Sopar. Malgrat que els papes Joan Pau II i Benet XVI han venerat aquest calze a la Catedral de València, l'Església mai s'ha pronunciat formalment a favor de la seva autenticitat. El rei Alfons el Magnànim va lliurar el recipient el 1437 quan es guardà a la sala de relíquies fins que el 1916 es traslladà a la capella actual. El calze es feia servir amb regularitat fins que li va caure a terra a un religiós el 1744, moment en què va passar a ser exclusivament un objecte de culte. Actualment es troba protegit per un fanal dins una vitrina hexagonal i descansa sobre una mènsula d'un retaule gòtic d'alabastre. La copa és de pedra àgata oriental o calcedònia amb vetes, de la varietat anomenada cornalina, de color roig fosc. Té 10 centímetres de diàmetre i 7 d'alçada. Tant la superfície exterior com la interior són llises. La base és xicoteta i circular i està datada en el segle I dC. El peu de la copa està constituït per una naveta, en posició invertida, també de calcedònia, molt translúcida, ribetejada en or. La unió entre el peu i la copa i les dues anses estan finament treballades en or. La muntura, de fina orfebreria, està encastada amb valuoses perles i maragdes. Tant el peu com les anses foren muntades en temps medievals per a unir les peces antigues.
La llegenda d'aquesta relíquia menciona que, a la mort de la Mare de Déu, els deixebles de Jesús es van repartir tot el que guardava i que Sant Pere es va portar el Calze a Roma. A causa de les freqüents persecucions patides pels cristians, el papa Sixt II va entregar la preada relíquia a sant Llorenç, el seu diaca, el qual va fer traslladar el calze a Osca, la seua pàtria. Allí va estar el Sant Calze fins a l'any 712, que els cristians, fugint dels musulmans, es van refugiar en els Pirineus i finalment en el monestir de Sant Joan de la Penya, prop de Jaca. D'allí, on està documentada la seva presència, va passar a Saragossa, al palau reial de l'Aljaferia en 1399, quan fou donat per la comunitat de Sant Joan de la Penya al rei d'Aragó, Martí l'Humà. Aquest, agraït, va donar-los a canvi un altre calze d'or.
Ja en mans dels monarques de la Corona d'Aragó, l'any 1437, Alfons el Magnànim va portar el Calze a València per a la capella del palau reial. Quan va haver d'absentar-se del Regne de València, va lliurar-lo a la catedral, on és des de llavors.

### Calze de Gènova

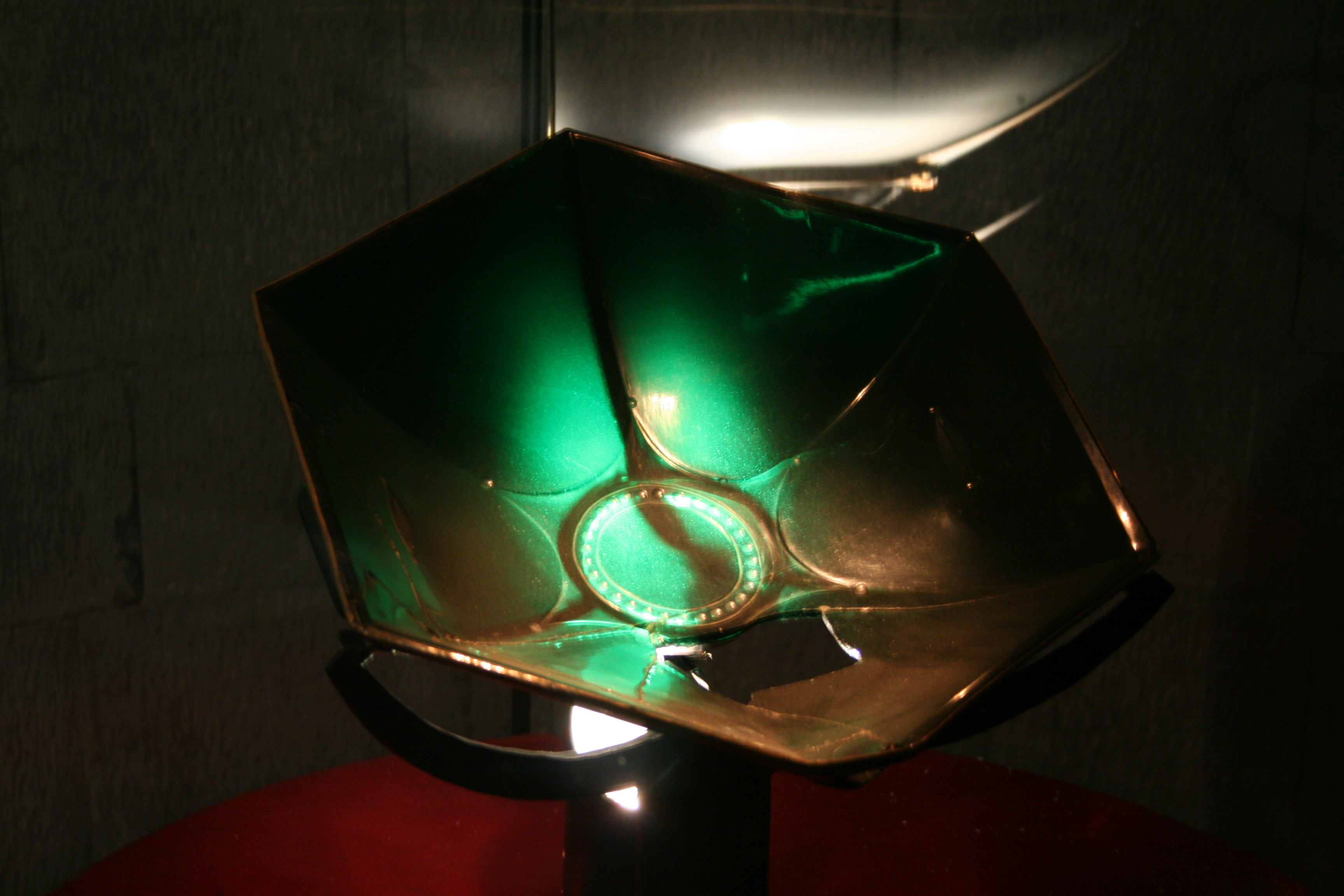
El Sacro Catino o Calze de Gènova

El calze de la catedral de Gènova es coneix com el Sacro Catino. És un recipient hexagonal, del qual tradicionalment es diu que és tallat de maragda; en realitat és un plat de vidre egipci verd, d'uns 35 centímetres d'amplada. Va ser enviat a París després de la conquesta d'Itàlia per part de Napoleó, i va ser retornat trencat, la qual cosa permet assegurar que és de vidre. Té un origen incert. Segons un document de Guillem de Tir, escrit al voltant del 1170, es va trobar a la mesquita de Cesarea de Palestina el 1101. Els genovesos, creient que era de maragda, el van acceptar en lloc d'una gran suma de diners.
Una història alternativa de la crònica espanyola diu que es va trobar quan Alfons VII de Castella va prendre Almeria als musulmans el 1147 amb l'ajut dels genovesos i li van dir que aquesta era l'única cosa que tenia valor de la ciutat. Segons la crònica de Gènova escrita a finals del xiii de Jacopo da Voragine, la identificació del sacre catino amb el Sant Calze no es fa fins més tard.
El fet que no sigui una copa fa difícil la seva identificació com a calze. La hipòtesi genovesa és que, en realitat, fou el vas usat per a recollir la sang de Crist al Calvari, però no el del Sant Sopar.

### Calze de Lleó

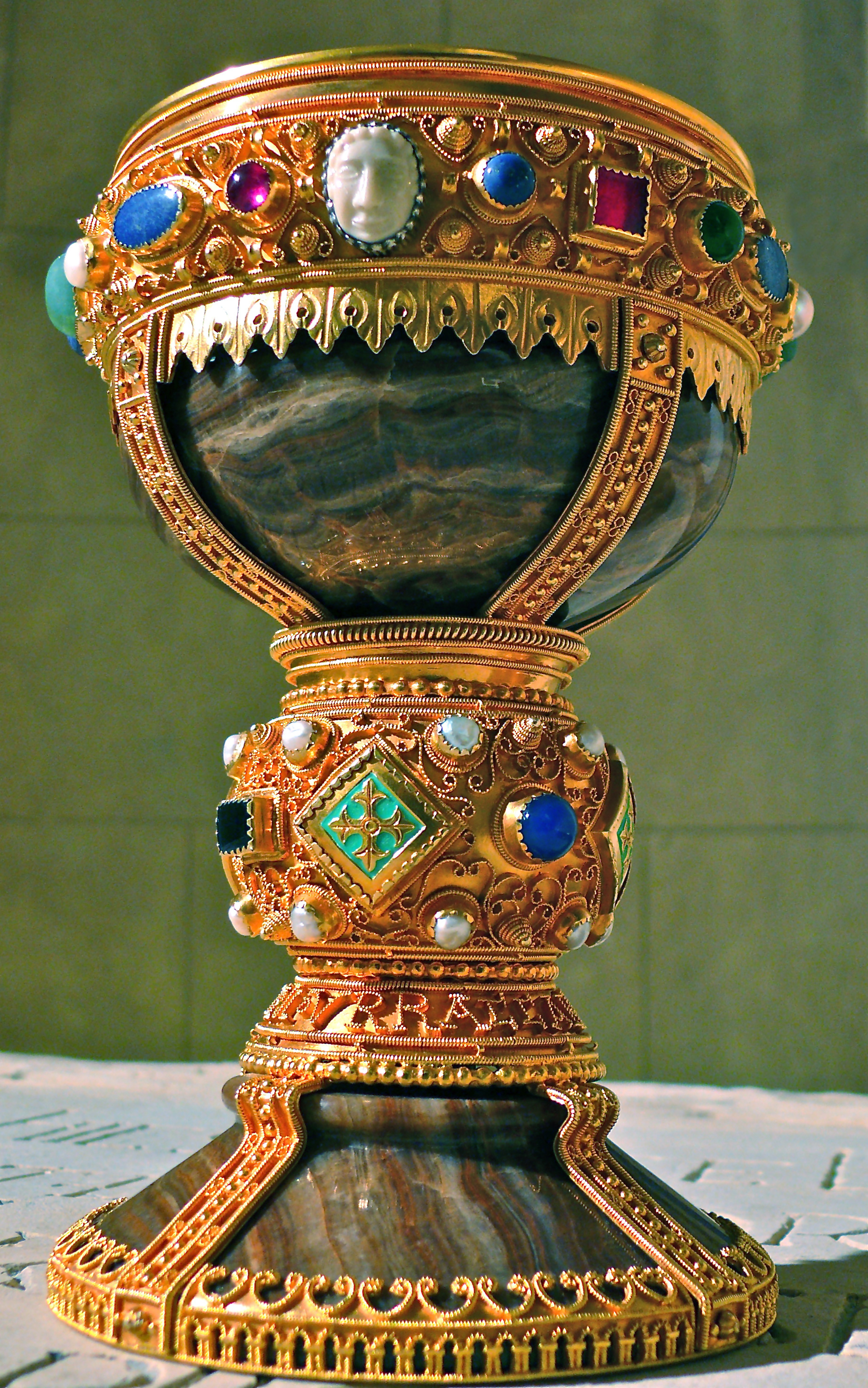
Calze de la Reina Urraca (San Isidoro, Lleó)

En 2014, Margarita Torres i José Ortega del Río publicaren Los reyes del Grial, on resseguien el camí del calze anomenat de la reina Urraca de Zamora, conservada a San Isidoro. Argumenten que el calze hauria estat en mans de la comunitat cristiana de Jerusalem, d'on va ésser portat al Caire (Egipte) per viatgers musulmans. Saladí el va donar a l'emir de Dènia com a agraïment per la tramesa de blat durant una greu carestia a Egipte. L'emir el va donar, com a present diplomàtic, a Ferran I de Lleó, qui el va dipositar a la basílica reial de San Isidoro, panteó dels reis de Lleó. La base de la teoria són uns documents àrabs que n'expliquen la donació i la gran veneració que tenia el calze entre els cristians egipcis com a calze del Sant Sopar.
El calze està datat entre el 200 i el 100 aC i té factura oriental; com el de València, també està format per dues peces còncaves d'àgata. Altres arqueòlegs han negat la teoria de Torres i Ortega.

### Calze d'Antioquia
El calze de plata sobredaurada identificat com un calze dels primers cristians actualment està al Metropolitan Museum of Art de Nova York. Aparentment va ser elaborat a principis del segle vi a Antioquia i té una construcció de doble got, amb una carcassa exterior de fosa de metall obert que tanca una copa interor de plata llisa. Es va identificar com Sant Calze per primera vegada abans de la Primera Guerra Mundial, moment en què va ser l'objecte protagonista de diverses exposicions per tot el món. Després d'haver estat identificat per experts del museu d'art Walters de Baltimore, a Maryland, s'ha descartat que s'utilitzés com un calze i sembla que hauria estat elaborat per a ser utilitzat al segle vi com una làmpada.

### Calze de Jerusalem
El calze de Jerusalem actualment no es conserva ni se sap amb seguretat si té relació amb algun dels altres calzes que es considera que podrien haver-se utilitzat al Sant Sopar, però és el primer del que se'n va documentar l'existència. La primera persona que parla d'un calze del Sant Sopar és el pelegrí anglosaxó del segle vii Arculf, que el va descriure a De Santis locis on va deixar escrit que estava situat en un reliquiari d'una capella propera a Jerusalem, entre la basílica del Gòlgota i el Martiri. El va descriure com un calze de plata de doble nansa. Arculf diu que va besar la seva mà i va arribar obrir la tapa per a tocar el calze. Assegura que la gent de la ciutat anaven a fer el mateix amb gran veneració. Aquesta és l'única menció que situa el Sant Calze a Terra Santa. Arculf també va veure la Santa Llança al pòrtic de la basílica de Constantí.

### Ganivet de la Logietta
El ganivet amb què Jesús va tallar el pa s'exhibeix de manera permanent a la Logietta del campanar de San Marco de Venècia, segons el viatger francès Jules-Léonard Belin.
Un ganivet que també hauria fet servir Jesús durant el Sant Sopar per a tallar el pa va ser venerat a Santiago de Compostela durant l'Edat Mitjana segons la Guia del Pelegrí.

## Jesús infant
Si bé els cristians consideren que Jesús va pujar al cel i, per tant, no n'hi ha restes físiques, en algunes esglésies es veneren les relíquies del sant Prepuci i el cordó umbilical de Jesús. Dels seus anys d'infantesa també es veneren uns bolquers i els regals dels Reis Mags.

### Prepuci
A l'edat mitjana es va començar a parlar de les relíquies del prepuci que Jesús, que hauria perdut a la circumcisió. El 25 de desembre del 800 Carlemany li va donar la relíquia al papa Lleó III quan el va coronar emperador, després d'afirmar que un àngel li havia dut mentre pregava al Sant Sepulcre. El Papa el col·locà en el sancta sanctorum de la basílica del Laterà a Roma amb altres relíquies. Altres suposats prepucis de Jesús es veneren a Calcata (Itàlia), Santiago de Compostel·la (Espanya), Newport (Gal·les) i Stoke-on-Trent (Anglaterra). Però és a França on més es disputa, ja que es troba a la catedral de Lo Puèi de Velai, la ciutat d'Anvers, Coulombs a la diòcesi de Chartres, Chartres mateix, i a les esglésies de Besançon, Metz, Hildesheim, Charós, Concas, Fécamp, Langres i l'Alvèrnia.

### Altres
- A la Basílica de Sant Joan del Laterà de Roma es venera un fragment del Sant Cordó Umbilical del moment del naixement de Jesús.[50]
- Al monestir de Sant Pau hi ha relíquies de Regals dels Reis Mags d'Orient.
- A la catedral de Dubrovnik de Croàcia es veneren els bolquers del Nen Jesús que portava durant la Presentació del *Temple.[51]

Altres llegendes situaven a Lleida el conegut com el Sant Bolquer o el Sant Drap, el primer bolquer que embolcallà el Nen Jesús en el moment de néixer.